# Klimastreifen

Eine frühe Version der Klimastreifen: Der Verlauf von blauen (kühleren) zu roten (wärmeren) Streifen stellt den langfristigen Anstieg der globalen Temperaturen von 1850 (links) bis 2018 (rechts) dar

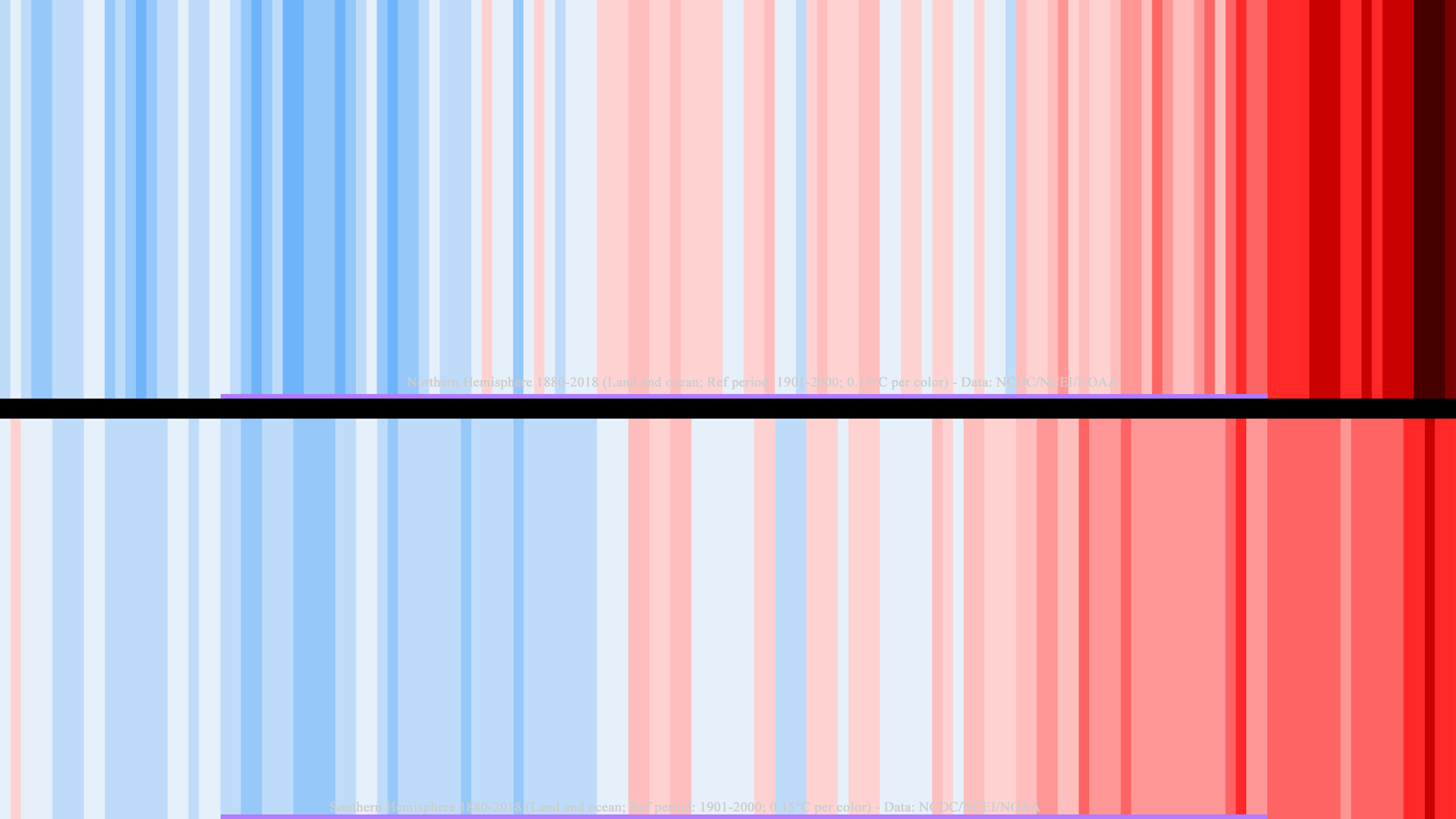
Klimastreifen (1880 bis 2018) für die Nord- (oben) und die Südhalbkugel

Die Klimastreifen, im Original Warming Stripes (engl. „Erwärmungsstreifen'“, auch Climate stripes, „Klimastreifen“) sind eine einfache grafische Visualisierung wissenschaftlicher Daten des britischen Klimatologen Ed Hawkins mit nebeneinander von links nach rechts chronologisch angeordneten Streifen in Blau- bis Rot-Tönen, um die langfristigen Temperaturverläufe der menschengemachten Globalen Erwärmung sichtbar zu machen.
Die Darstellung erfolgt in einem minimalistischen Stil nur mit den Farbstreifen ohne weitere, ablenkende Details, um auch Nichtwissenschaftlern ein rasches, intuitives Verständnis der aktuellen Entwicklung des weltweiten Klimas zu vermitteln.

## Geschichte

Übereinandergelegte Klimastreifen mit Durchschnittswerten aller Länder der Welt (2019)

Ed Hawkins, Professor für Klimawissenschaft an der University of Reading, hatte 2016 mit einer animierten „Klimaspirale“ große Aufmerksamkeit erregt. Die Washington Post bezeichnete sie als „eindrucksvollste Visualisierung der Globalen Erwärmung aller Zeiten“; sie war während der Eröffnungsfeier der Olympischen Sommerspiele 2016 zu sehen.
2017 veröffentlichte die ebenfalls an der University of Reading tätige Klimaphysikerin Ellie Highwood mit Hawkins’ Unterstützung ein Strickmuster für eine gehäkelte Decke im Muster der Klimastreifen. In der Folge wurde die Idee international als „Klimaschal“ weiterentwickelt.
Im Mai 2018 veröffentlichte Ed Hawkins eine erste Version der Klimastreifen auf seinem Blog. Neben einer Grafik für den globalen Temperaturanstieg fügte er unter anderem Fassungen für Mittelengland und Toronto sowie im Juli 2018 auch für Deutschland, die Schweiz und Wien an. Er schrieb dazu:

„Der Klimawandel ist ein komplexes globales Thema, das einfache Kommunikation über seine Auswirkungen auf lokaler Ebene erfordert. Diese Reihe von Visualisierungen verdeutlicht, wie wir in den letzten hundert Jahren und darüber hinaus Temperaturveränderungen auf der ganzen Welt erlebt haben. Die Farbe jedes Streifens repräsentiert die Temperatur eines einzelnen Jahres, geordnet nach den frühesten verfügbaren Daten an jedem Ort bis heute. Alle anderen überflüssigen Informationen werden entfernt, so dass die Temperaturveränderungen einfach und unbestreitbar sichtbar sind.“

Nachdem Hawkins die Klimastreifen veröffentlicht hatte, erfuhr die Grafik international virale Verbreitung. Eine Website zum Download lokalisierter Versionen wurde in der ersten Woche nach ihrer Veröffentlichung über eine Million Mal genutzt.
Das ursprüngliche Konzept der Visualisierung historischer Temperaturdaten wurde seitdem ausgeweitet durch die Verwendung von Animationen, zur Visualisierung des Anstiegs des Meeresspiegels und von Klimamodellen sowie zur visuellen Gegenüberstellung von Temperaturverläufen mit anderen Daten wie dem CO2-Gehalt der Atmosphäre, der Gletscherschmelze oder Niederschlagsmengen.

## Farbgebung
Die Klimastreifen stellen Temperaturanomalien eines Ortes, einer Region oder der gesamten Erdoberfläche dar. Wie in der Meteorologie üblich, wird eine Skala von blauen Farben für niedrige Temperaturen und roten Farben für hohe Temperaturen verwendet. In der Farbgebung nach Hawkins wird die Mitte der Farbskala auf die mittlere Temperatur der gewählten Region im Zeitraum 1971–2000 gelegt. Jahre mit tieferen Temperaturen erhalten einen von acht Blautönen, die mit zunehmender Abweichung eine zunehmende Sättigung aufweisen. Jahre mit höheren Temperaturen erhalten entsprechend zunehmend gesättigte Rottöne. Die minimale Temperaturanomalie des dargestellten Zeitraums erhält das Blau mit der höchsten Sättigung, die maximale das entsprechende Rot. Ausschlaggebend für die Wahl von 1971 bis 2000 als Referenzzeitraum war, dass in dieser Zeit etwa die Hälfte der bis Mitte der 2010er Jahre beobachteten globalen Erwärmung erreicht war. Dadurch sind in der Regel für Anomalien in beide Richtungen die Temperatur- bzw. Farbabstufungen in etwa gleich.
Dadurch, dass die Endpunkte der Farbskala nach den Extremwerten der betrachteten Region gewählt werden, sind die Farben der Klimastreifen immer eine relative, auf die Region bezogene Visualisierung. Die verwendeten Farbtöne entstammen einer viel genutzten Palette für Kartografie.

## Verwendung

Logo der Scientists for Future

Die Klimastreifen fanden über gefärbte Kleidungsstücke und andere Gegenstände Eingang in die Alltagskultur und wurden zum viel verwendeten Symbol der Klimaschutzbewegung.
Verschiedene Zeitungen und Zeitschriften nutzten die Klimastreifen auf ihren Titelseiten, darunter der Economist. Eine Version mit historischen Temperaturdaten für Wien erschien im August 2018 auf der Titelseite der Wiener Zeitung.
Im September 2019 nutzte die Freiburger Verkehrs AG die Klimastreifen zur Gestaltung einer „Klimaschutzstraßenbahn“. Ab Ende 2019 waren die Klimastreifen abends in einer Projektion auf der Fassade des Deutschen Schifffahrtsmuseums in Bremerhaven zu sehen.
Im Juni 2020 sorgte die neue Gestaltung der Fassade des Bahnhofs in Cottbus für Aufsehen, weil sie – nach Angaben der Architekten zufällig – an die Klimastreifen erinnert.
Im Oktober 2020 nutzte der 1. FSV Mainz 05, als erster Fußballverein weltweit, die Klimastreifen im Rahmen seiner „Klimaverteidiger-Woche“ als Aktionslogo, um auf die globale Erwärmung seit seiner Vereinsgründung im Jahr 1905 aufmerksam zu machen. Beim Bundesliga-Spiel gegen Bayer 04 Leverkusen kamen die Stripes als Eckfahne, auf der Auswechseltafel und auf der Bande zum Einsatz.
Im April 2022 trug das Klimabündnis „Leipzig fürs Klima“ die Klimastreifen als dauerhafte Bemalung der Sachsenbrücke in Leipzig auf.

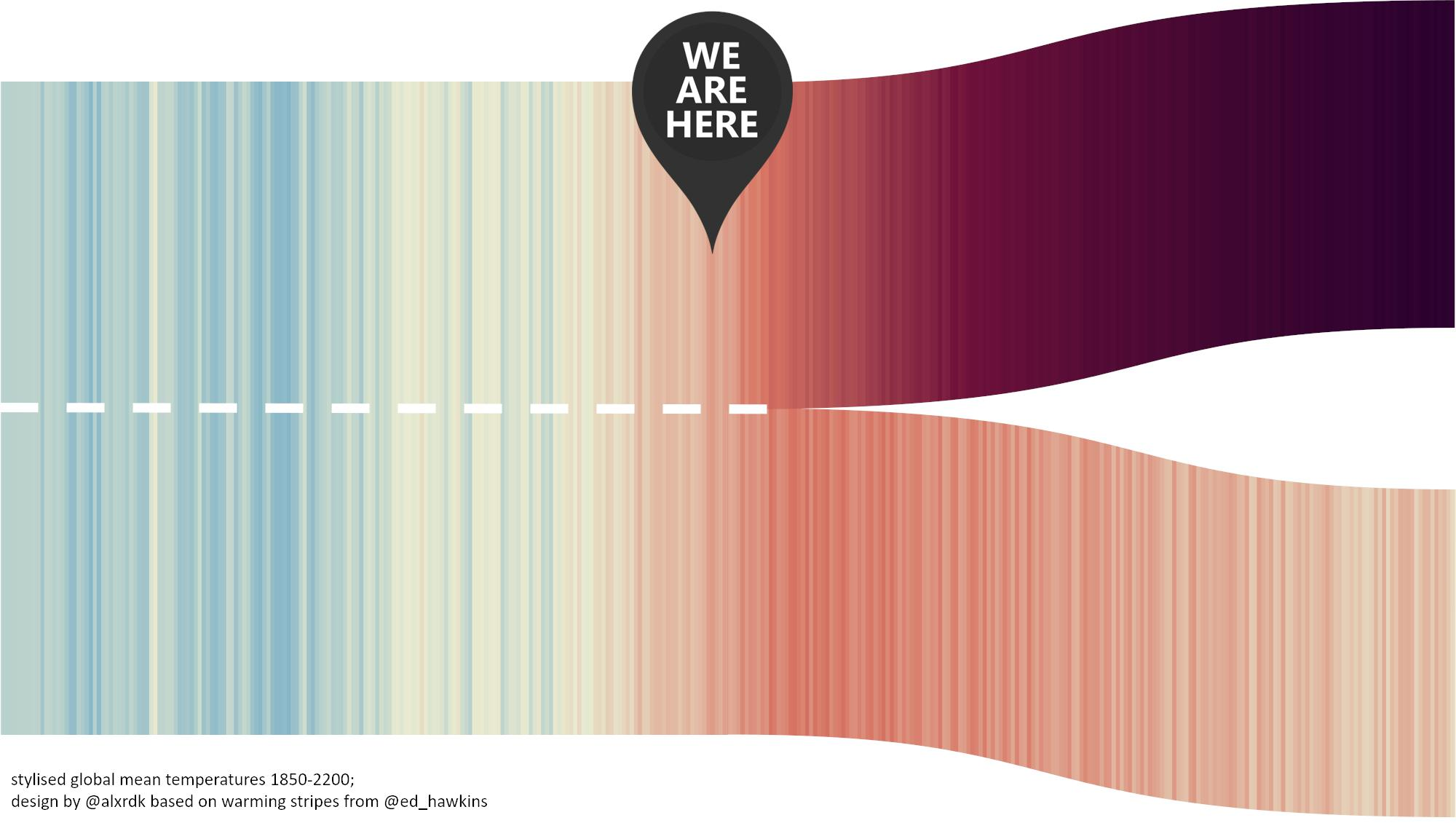
Visualisierung zweier klimapolitischer Optionen
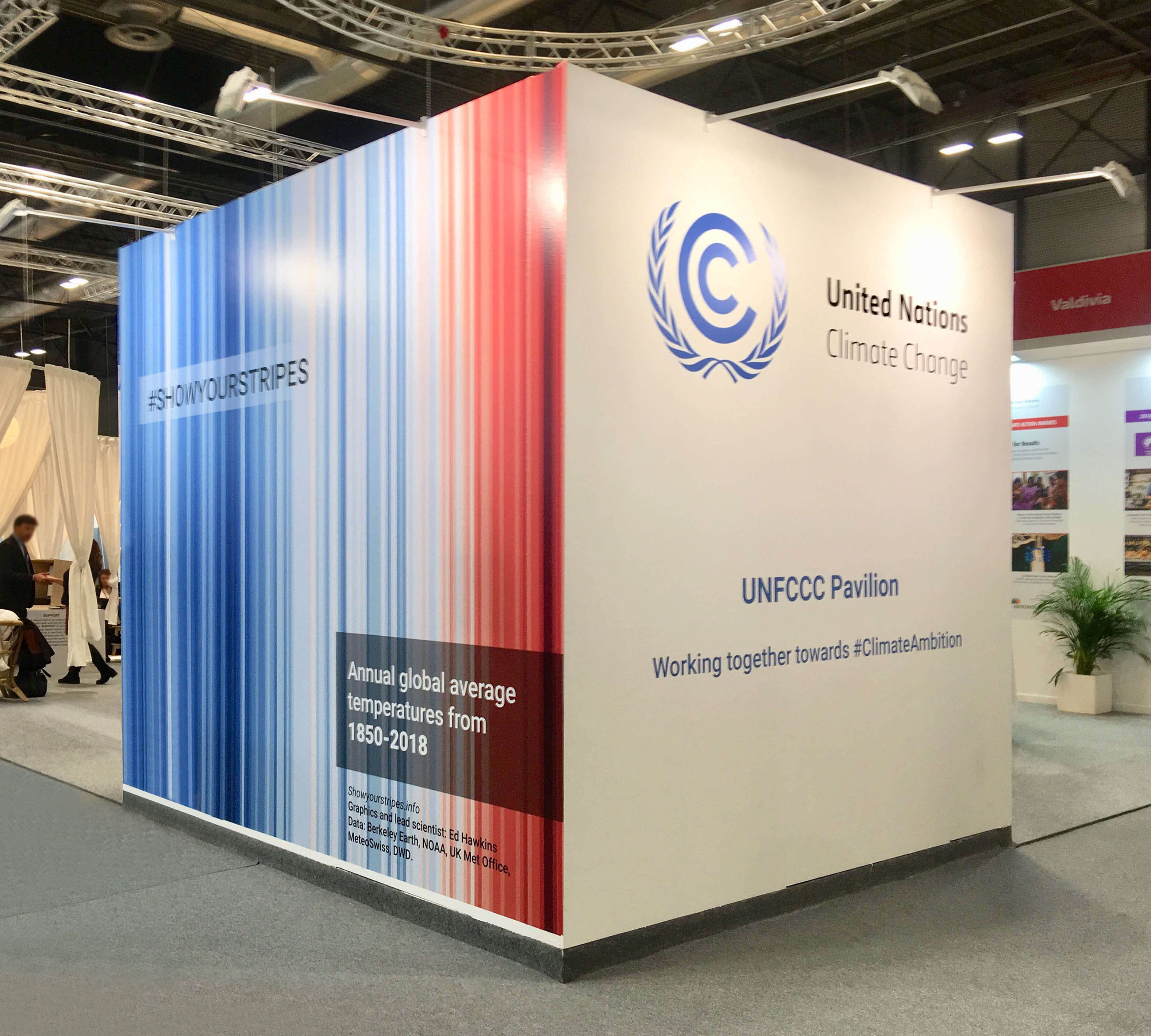
Auf der UN-Klimakonferenz 2019
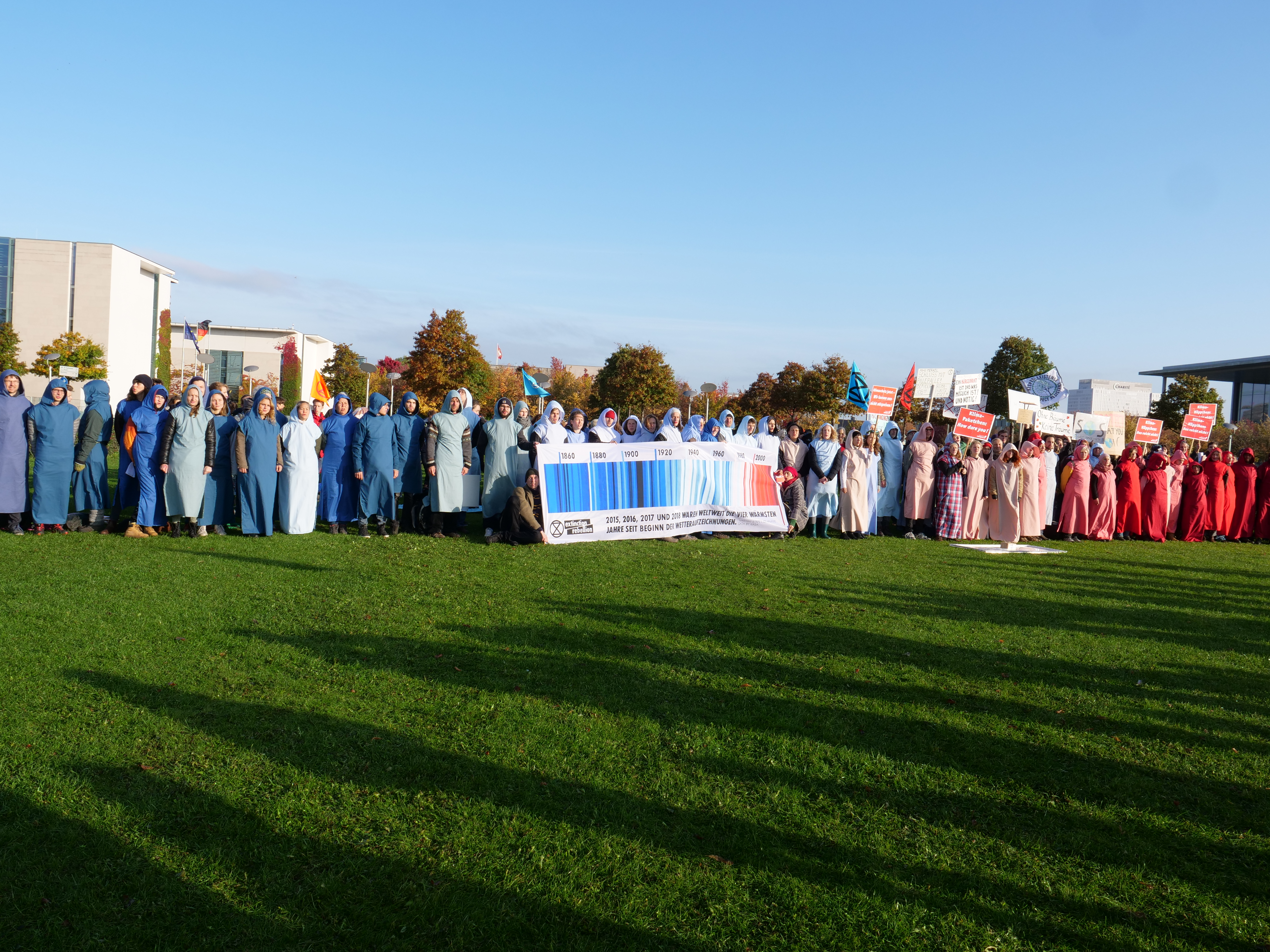
Extinction-Rebellion-Demonstration in den Farben der Klimastreifen, Oktober 2019, Berlin
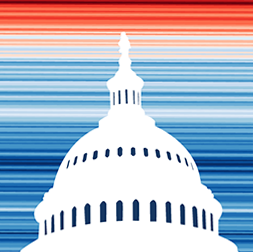
Logo Sonderausschuss US-Repräsentanten- haus zur Klimakrise
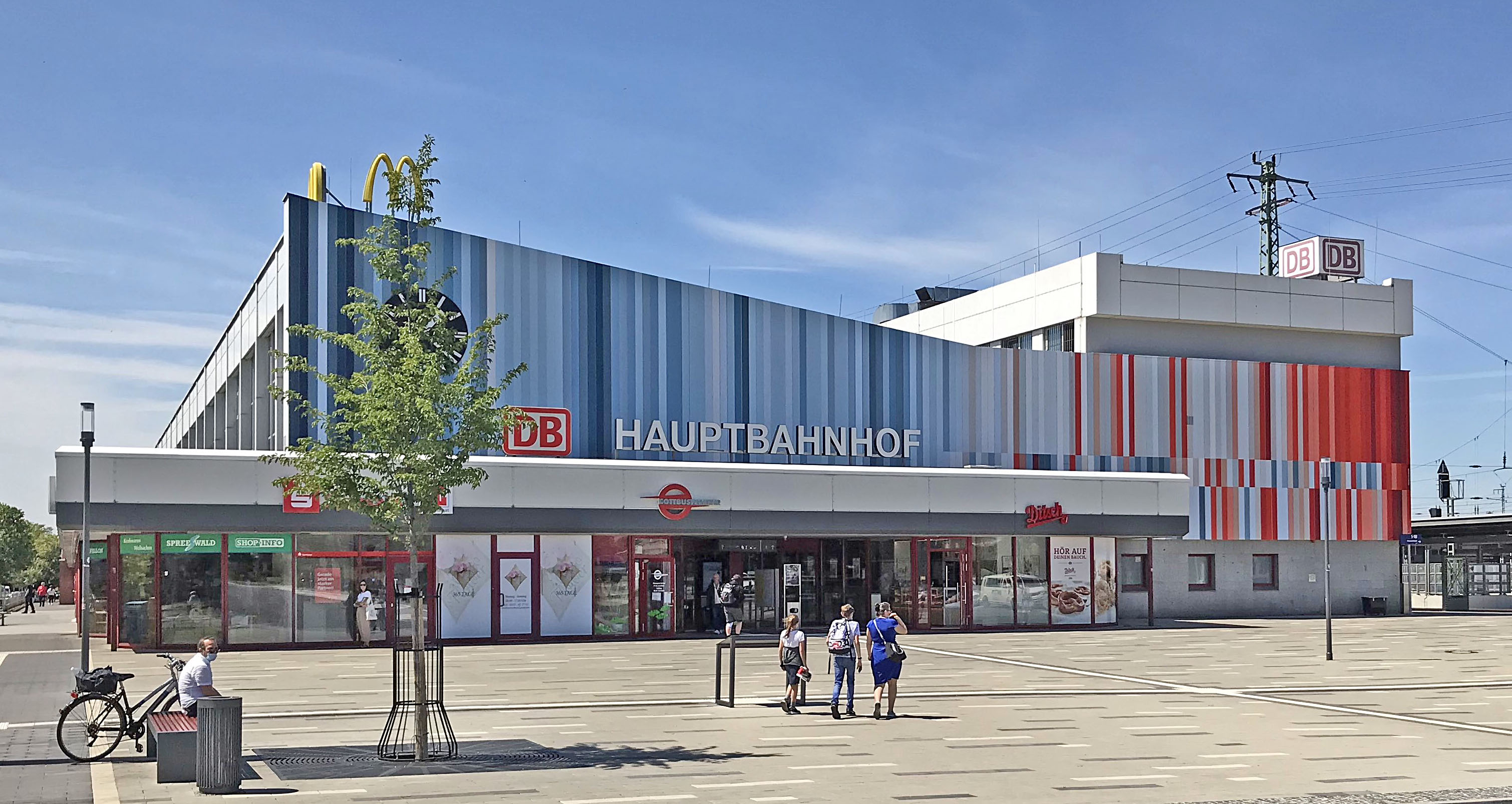
Cottbus Hauptbahnhof, Juni 2020
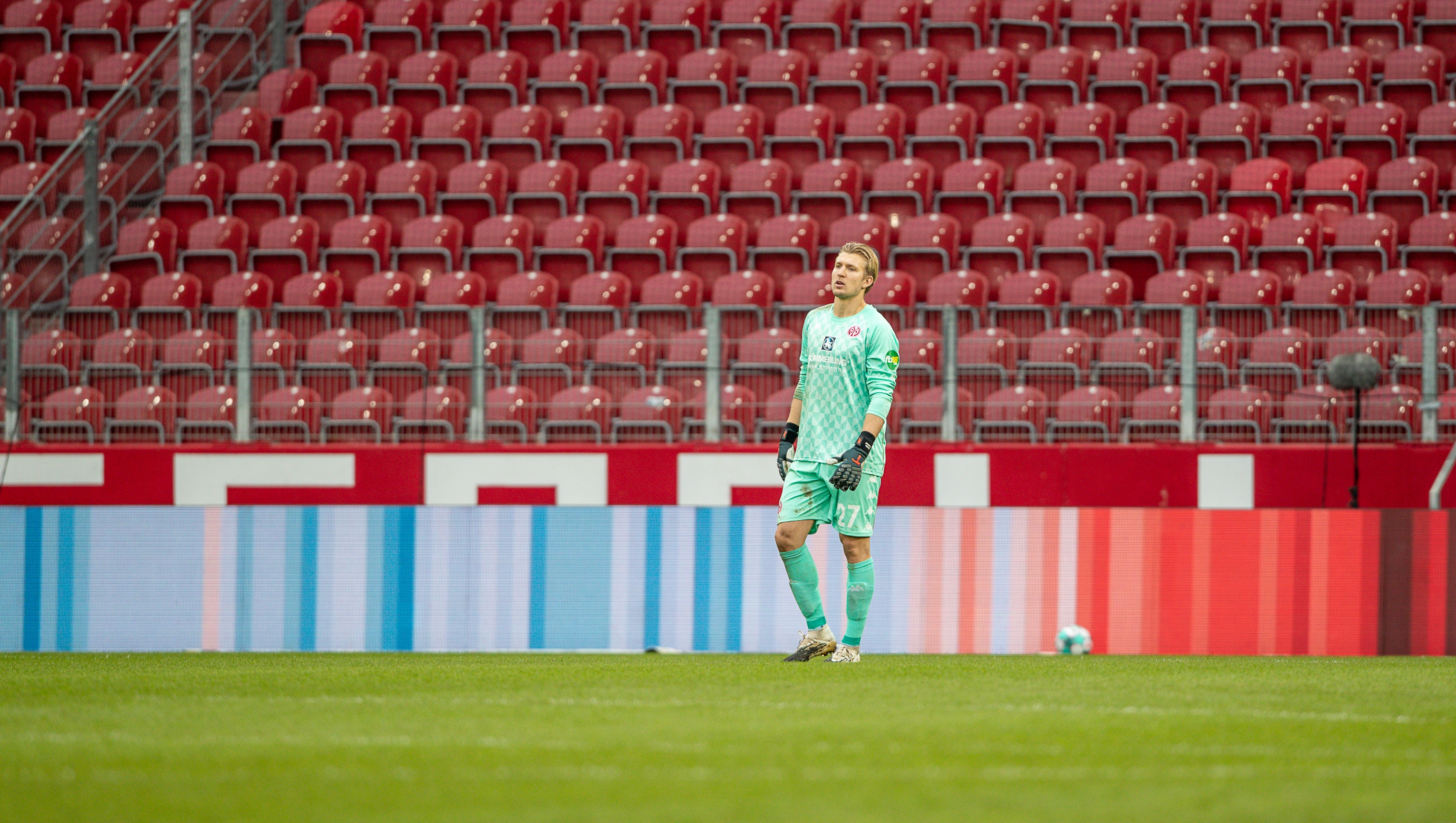
LED-Bandenwerbung beim Spiel 1. FSV Mainz 05 gegen Bayer Leverkusen, Oktober 2020
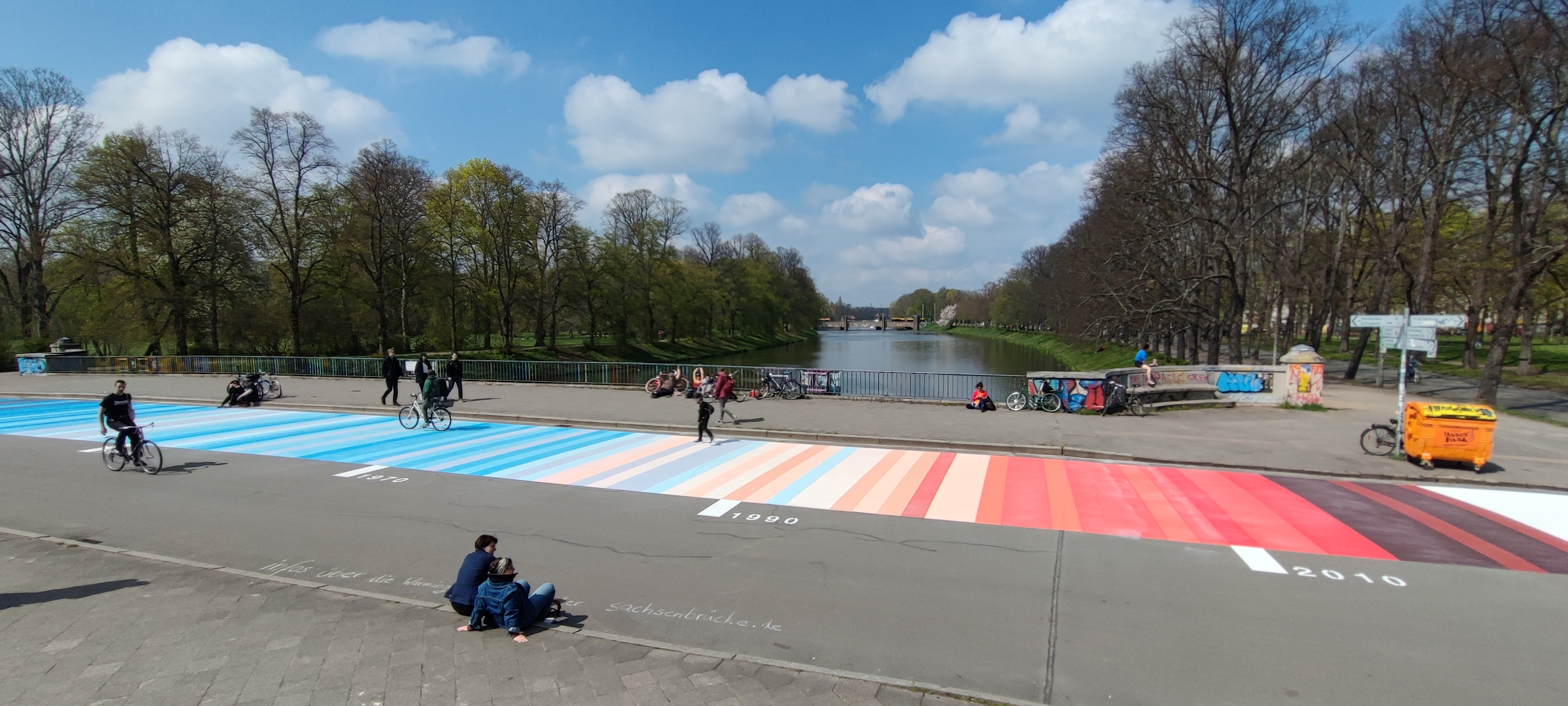
Warming Stripes auf der Sachsenbrücke in Leipzig, April 2022
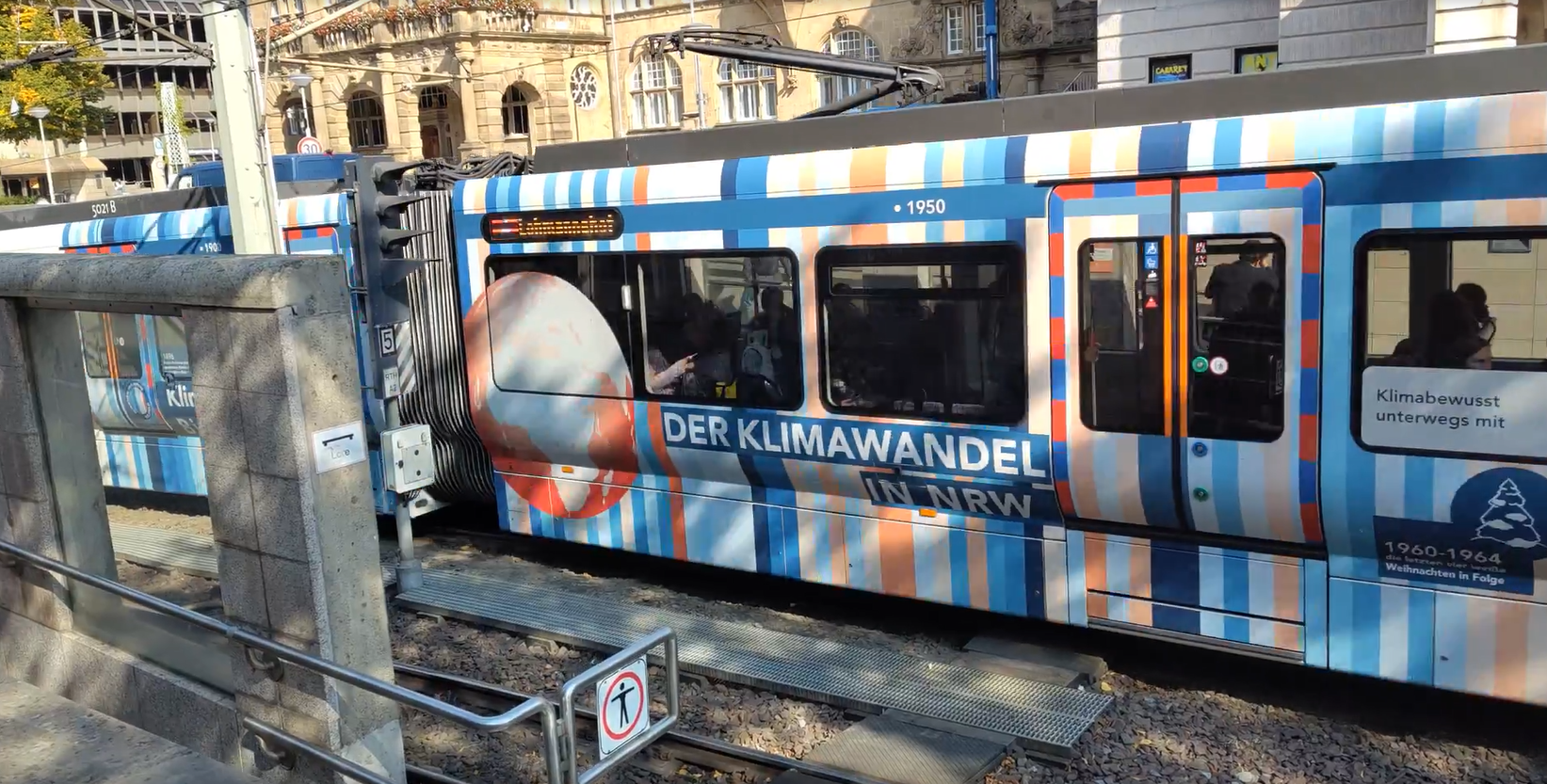
Klimastreifen auf einer Bielefelder Stadtbahn am 20. September 2024

- LED-Bandenwerbung beim Spiel
1. FSV Mainz 05
gegen
Bayer Leverkusen,
Oktober 2020
- Warming Stripes auf der Sachsenbrücke in Leipzig, April 2022
- Klimastreifen auf einer Bielefelder Stadtbahn am 20. September 2024

## Rezeption
Den Klimastreifen wird aufgrund ihrer Verständlichkeit große Bedeutung bei der Visualisierung der Globalen Erwärmung beigemessen. Einer Medienmeinung zufolge  „haben sie den Eisbär auf dem schmelzenden Eisberg als Sinnbild der Klimakrise abgelöst“.
Auf der Website klimafakten.de hieß es 2018:

„Das Ergebnis ist von großer Schlichtheit und damit extrem schnell intuitiv erfassbar – und die geradezu künstlerische Schönheit seiner Grafiken erinnert an Klassiker der abstrakten Malerei. […] Wüsste man es nicht besser, man könnte diese Grafik für ein Stück moderner Kunst halten. Sie könnte an der Wand eines Museums hängen, als Teppich gewebt edle Wohnräume zieren. Vielleicht wird sie das ja irgendwann tatsächlich tun und so die Fakten zur Erderhitzung auf ganz besondere Weise in die Breite tragen. Auch beim x-ten Betrachten verlieren die ‚Warming Stripes‘ nicht ihren ästhetischen Reiz, der jedoch gebrochen wird durch das Wissen, was sie zeigen – und die beunruhigende Ahnung, was dies bedeutet.“

Im Jahr 2019 wurden die Klimastreifen im Visualisierungswettbewerb „Vis for Future“ an der Fachhochschule Potsdam ausgezeichnet. Die Jury begründete ihre Entscheidung:

„Ob global oder lokal – die Klimastreifen haben es geschafft, durch ihr innovatives, minimalistisches Design eine Wirkung zu entfalten und eine immer noch dringende Botschaft anschaulich zu vermitteln.“

Joachim Müller-Jung schrieb in der Frankfurter Allgemeinen Zeitung vom „Plot, der die Weltklimakrise besser begreifen lässt als jede Zahl“:

„Auf den ersten Blick und für jeden ist die Dramatik der jüngsten Erwärmung erkennbar – mehr eigentlich: der ‚Notstand‘, das Krisenhafte, das die Klimaaktivisten und Forscher heute gleichermaßen beklagen, sticht sofort ins Auge: es ist die beispiellose Beschleunigung des Klimawandels in der jüngsten Vergangenheit. Viele Zahlen braucht es dafür nicht, die Farben sprechen hier eine klare Sprache.“

Ed Hawkins wurde 2018 von der Royal Society für „aktive Kommunikation zur Klimawissenschaft und ihren verschiedenen Auswirkungen mit einem breiten Publikum“ ausgezeichnet; 2020 wurde er „für Verdienste um die Klimawissenschaft und Wissenschaftskommunikation“ in den Order of the British Empire aufgenommen.

### #ShowYourStripes
Seit 2018 wird jährlich der 21. Juni genutzt, um die (jeweils aktualisierten) „Klimastreifen“ öffentlich sichtbar zu machen; 2022 z. B. beteiligen sich in den USA 179 Städte und 49 der 50 Bundesstaaten.